# Партизанск (муниципальный округ)
Муниципальный округ город Партизанск — муниципальное образование в составе Приморского края России, образованное в границах административно-территориальной единицы города краевого подчинения Партиза́нск.
Административный центр — город Партизанск.

## История

### Предшествующие административно-территориальные единицы
В первые годы после Октябрьской революции в 1917 году Ольгинский уезд, состоявший из Сучанской, Фроловской и других волостей, входил в состав Приморской области. В марте 1923 года Сучанский район входил в состав Приморской губернии. В 1924 году организована Сучанская волость с центром в Сучанском руднике (из Фроловской волости и Сучанского рудника). В 1926 году образован Сучанский район с центром в посёлке Сучанский рудник. В 1932 году центр района перенесён во Владимиро-Александровское, Сучанский рудник преобразован в город областного подчинения с присвоением названия Сучан. В 1972 году город был переименован в Партизанск.
Партизанскому горсовету с 1932 года подчинялись Корединский и Хымнандонский сельсоветы, с 1934 года —— Бровничанский и Серебрянский, с 1935 года — Хмельницкий. В 1940 году Корединокий и Хымнандонский сельсоветы были упразднены, а их населённые пункты включены в черту города Сучана. В 1942 году Казанковский и Мельниковский сельсоветы, входившие в состав Будённовского района, переданы в пригородную зону Сучана. В 1954 году Бровничанский и Серебрянский сельсоветы были объединены в Бровничанский, Казанковский и Хмельницкий — в Хмельницкий. В 1962 году Хмельницкий сельсовет был переименован в Казанский. С февраля 1963 года по январь 1965 года Бровничанский, Казанский и Мельниковский сельсоветы входили в состав Находкинского сельского района.

### Муниципальный округ
Статус и границы муниципального округа установлены законом Приморского края от 11.11.2004 года № 165-КЗ «О Партизанском городском округе», в 2024 году был преобразован в миниципальный округ город Партизанск.

## Природа

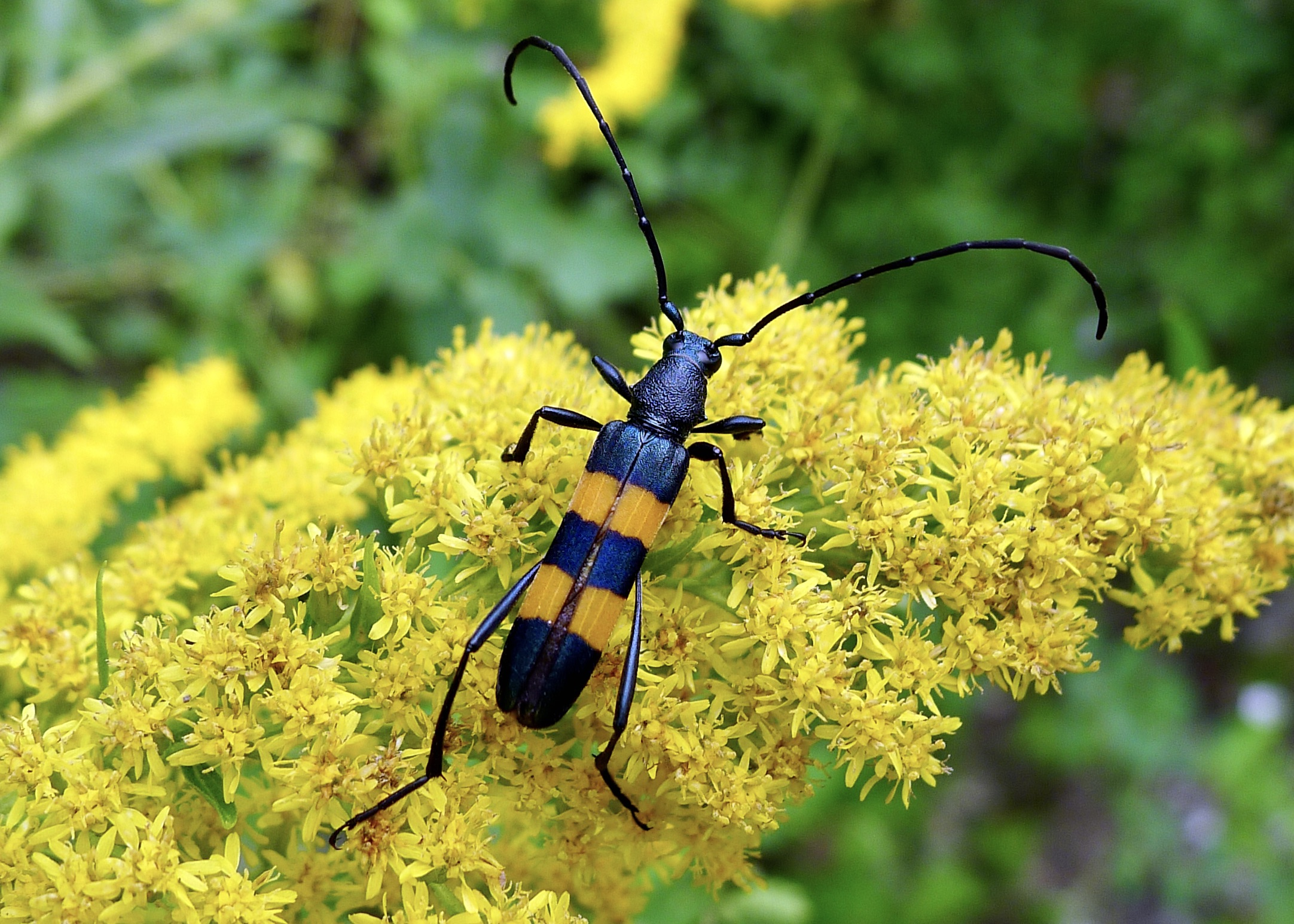
Жук Polyzonus fasciatus на золотарнике в окрестностях Партизанска

Округ расположен в зоне хвойно-широколиственных лесов. Из 250 видов произрастающих деревьев 50 видов являются реликтовыми. Здесь растёт кедр корейский, орех маньчжурский, липа, ясень, клён. Второй ярус лесов составляет черёмуха, кустарниковые клёны, жасмин, жимолость, лещина.
Редкие и исчезающие растения в окрестностях Партизанска: женьшень настоящий, лилии, пионы, бадан тихоокеанский, актинидия Джиральди, заманиха высокая, диоскорея ниппонская, микробиота перекрёстнопарная, тис остроконечный, рододендрон остроконечный, можжевельник твёрдолистный, калопанакс семилопастный, абрикос маньчжурский и груша уссурийская.
Из зверей здесь водятся изюбрь, кабан, косуля, пятнистые олени; встречается соболь, енот, колонок. В 2023 году в лесных массивах округа обитали рыси, приблизительно сорок пять особей гималайского и двадцать особей бурого медведей, пять взрослых амурских тигров, ещё два тигра заходили сюда периодически. Из птиц: черноголовая иволга, широкорот восточный, синяя мухоловка, седой дятел, японская пеночка, сизый дрозд. Из змей: амурский полоз, тигровый уж, щитомордник. В верховьях горных ключей обитает безлёгочный тритон.
К памятникам природы Приморского края относятся гора Скалистая с 1988 года, водопад реки Каменки с 1984 года, роща калопанакса семилопастного с 1984 года.

## Население
| 1931    | 1939    | 1959    | 1970    | 1979    | 1989    | 1991    |
| ------- | ------- | ------- | ------- | ------- | ------- | ------- |
| 67 300  | ↘38 098 | ↗64 079 | ↘62 834 | ↘59 350 | ↗61 337 | ↗62 000 |
| 2002    | 2003    | 2004    | 2005    | 2006    | 2007    | 2009    |
| ↘53 061 | ↘52 834 | ↘52 061 | ↘51 417 | ↘50 665 | ↘50 082 | ↘49 578 |
| 2010    | 2011    | 2012    | 2013    | 2014    | 2015    | 2016    |
| ↘46 748 | ↘46 657 | ↘46 259 | ↘46 044 | ↘45 646 | ↘45 564 | ↘45 371 |
| 2017    | 2018    | 2019    | 2020    | 2021    | 2022    | 2023    |
| ↘45 106 | ↘44 824 | ↘44 639 | ↘44 202 | ↘40 318 | ↘40 073 | ↘39 517 |
| 2024    |         |         |         |         |         |         |
| ↘39 132 |         |         |         |         |         |         |

## Населённые пункты
В состав муниципального округа и города краевого подчинения входят 12 населённых пунктов:
| №  | Населённый пункт | Тип          | Население |
| -- | ---------------- | ------------ | --------- |
| 1  | Партизанск       | город        | ↘32 826   |
| 2  | Авангард         | село         | ↘1663     |
| 3  | Бровничи         | село         | ↘267      |
| 4  | Залесье          | село         | ↘90       |
| 5  | Казанка          | село         | ↘999      |
| 6  | Красноармейский  | ж.д. рзд     | ↘17       |
| 7  | Мельники         | село         | ↘248      |
| 8  | Серебряное       | село         | ↘30       |
| 9  | Тигровой         | село         | ↘421      |
| 10 | Углекаменск      | село         | ↘3017     |
| 11 | Фридман          | ж.д. станция | ↘99       |
| 12 | Хмельницкое      | село         | ↘128      |

До 1999 года село Тигровой, до 2004 года сёла Авангард и Углекаменск относились к рабочим посёлкам (посёлкам городского типа).

### Ранее существовавшие населённые пункты на территории округа
- Александровка — деревня в долине реки Мельники (1912—1925).
- Бархтная — село Бархатнинского сельсовета (уп. 1926)[46].
- Гордеевка — село Гордеевского сельсовета между сёлами Бровничи и Тигровой (уп. 1926)[46].
- Калиновка — деревня, существовавшая на берегу реки Партизанской в 1885 году[47].
- Коркино — деревня в долине реки Постышевки на месте города Партизанска (уп. 1924)[48].
- Новоалександровка — село в долине реки Белой, основано в 1925 году, позднее преобразовано в улицу Ново-Александровскую села Авангард.
- Ново-Весёлая — деревня в долине реки Постышевки на месте города Партизанска (1906—1937).
- Ручьи (Фанза) — село в верхнем течении реки Постышевки, ныне улица Пасечная в городе Партизанске[49].
- Френцево — село в районе остановочного пункта Наречное Френцевского сельсовета (уп. 1926)[50]. Сица — населённый пункт Сучанского горсовета (уп. 1926)[51].

## Руководство
Глава муниципального округа:
- с 2009 года — Галущенко Александр Викторович
- с 2014 года — Зражевский Александр Валерьевич
- с 2019 года — Бондарев Олег Анатольевич